# Abandoned
Gli Abandoned sono una band thrash metal tedesca nata a Darmstadt nel 1999.
Con i loro due album Thrash Notes (2006) e Thrash You (2007) si possono considerare come parte della nuova scuola thrash metal tedesca.
In brani come Too Blind To See o Demonic si possono cogliere forti rimandi ad altre famose thrash metal band come Destruction o Forbidden.

## Storia
Nati nel 1999 a Darmstadt, l'anno successivo pubblicano il loro primo demo intitolato Forcefed. Tre anni dopo hanno creato un altro demo Misanthrope, e proprio grazie a questo lavoro la band riesce a colpire l'etichetta Dockyard1 che decide di proporre un contratto alla band.
Hanno suonato al Earthshaker Fest, al Wacken Open Air e Rock Hard Festival.
Nel 2006 la band pubblica il suo album d'esordio: Thrash Notes. Il disco si presenta come un lavoro con elementi riconducibili al thrash anni ottanta della Bay Area riproposti comunque in chiave più moderna. L'anno successivo la band dà alle stampe il suo secondo disco Thrash You.
Nel 2008 il batterista Konrad Cartini e il chitarrista Holger Ziegler lasciano la band e vengono sostituiti rispettivamente dall'ex batterista dei Destruction, Sven Vormann, e da Fabian Schwarz.

## Formazione

### Formazione attuale
- Eric Kaldschmidt – voce, chitarra (1999 - presente)
- Holger Ziegler – chitarra (1999 - 2008, 2012 - presente)
- Torsten Schweickart – basso (2011 - presente)
- Konrad Cartini – batteria (1999 - 2008, 2012 - presente)

### Ex componenti
- Günter Auschrat – basso (1999 - 2011)
- Sven Vormann – batteria (2008 - 2009)
- Fabian Schwarz – chitarra (2008 - 2011)

## Discografia

### Album in studio
- 2006 – Thrash Notes
- 2007 – Thrash You!

### EP
- 2017 – Still Misanthrope

### Demo
- 2000 – Forcefed
- 2003 – Misanthrope